# Sovet
Sovet este o localitate din comuna Ciney, în Valonia, Belgia. Până în 1977 Sovet era o comună separată, după această dată fiind înglobată in comuna Chiney teritoriul fiind organizat ca o secțiune a noii comune. De aceasta mai depind și localitățile Jet, Croix, Senenne, Reuleau și Vincon.